# Rottach (Iller, Rettenberg)
Die Rottach ist ein ca. 16 Kilometer langer, orografisch rechter Nebenfluss der Iller in bayerischen Landkreis Oberallgäu, Deutschland. Weiter flussabwärts an der Iller gibt es einen weiteren, nunmehr linken Zufluss ebenfalls mit dem Namen Rottach.

## Geographie
Der Bach erlangte durch seine Eigenschaft als Hauptzuflussgewässer des nach ihm benannten Rottachsees erhöhte Bedeutung. Die Rottach kann in drei Abschnitte gegliedert werden.

### Oberes Rottachtal
Die Rottach entfließt dem Schwarzenberger Weiher nahe der Wasenmühle der Gemeinde Oy-Mittelberg und läuft dann in einer flachen Senke mit überwiegend feuchten Streu- und Moorwiesen. Bis zum Rottachsee durchfließt sie in Richtung Südwesten ein etwa 3,7 Kilometer langes Anfangsstück mit einer Höhendifferenz von nur etwa 16 Höhenmetern, auf dem sie die A 7 neben dem etwa fünf Hektar großen Naturschutzgebiet Rottachmoos unterquert, ein Hochmoor mit seltenen, für Allgäuer Hochmoore aber charakteristischen Pflanzen.
Im Rahmen der EU-Naturschutzgesetzgebung gehört das Obere Rottachtal zum FFH-Gebiet Kempter Wald mit Oberem Rottachtal.

### Rottachsee
Der Abfluss der Rottach aus dem Stausee liegt 3,5 Kilometer in gerader Linie gemessen hinter deren Mündung in den See entfernt. Vor dem Bau des Stausees floss die Rottach in diesem Bereich verbreitet mäanderförmig durch kleinteilig strukturierte, artenreiche Wald- und Wiesenlandschaft.

### Unteres Rottachtal
Nachdem die Rottach den Stausee verlassen hat, verengt sich das Tal zusehends, bis es unterhalb Riedis in eine schluchtartige Engstelle übergeht, die als Rottachdurchbruch bezeichnet wird. Dort war zum Ende der Eiszeit dem abfließenden Schmelzwasser zunächst der Durchfluss verwehrt, sodass sich ein See bildete. An der Überlaufstelle schuf sich das Wasser im Laufe der Zeit den Einschnitt. Heute ist das Tal in diesem Bereich überwiegend bewaldet und bietet einen wildromantischen Anblick. Es steht hier unter Landschaftsschutz. Bei Rottachmühle an der Grenze der Gemeinden Sulzberg und Rettenberg mündet die Rottach in die Iller. Sie hat dort, seit sie den See verlassen hat, eine Distanz von sechs Kilometern und eine Höhendifferenz von 148 Metern überwunden.

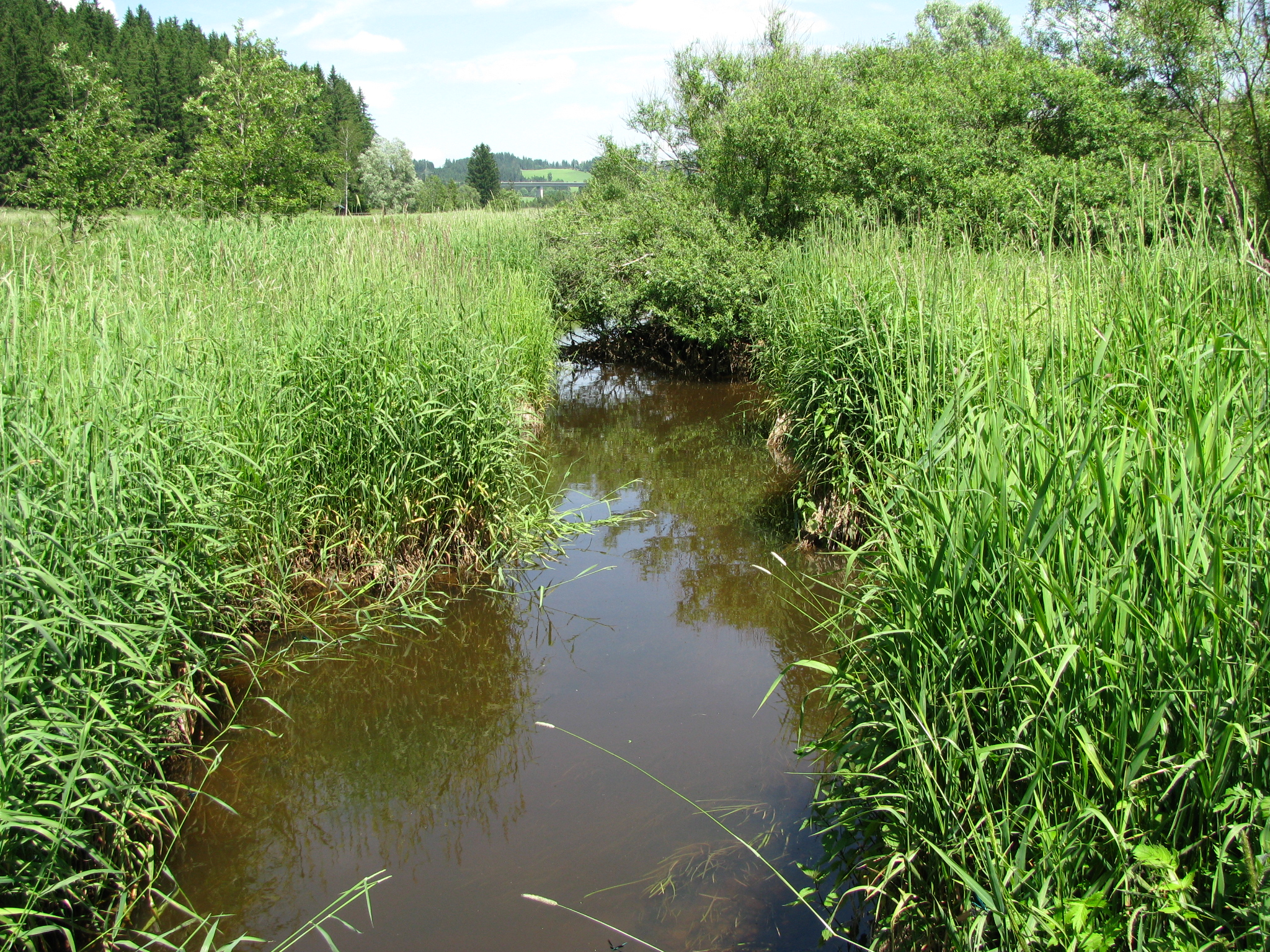
Oberlauf zwischen Gschwend und Josereute
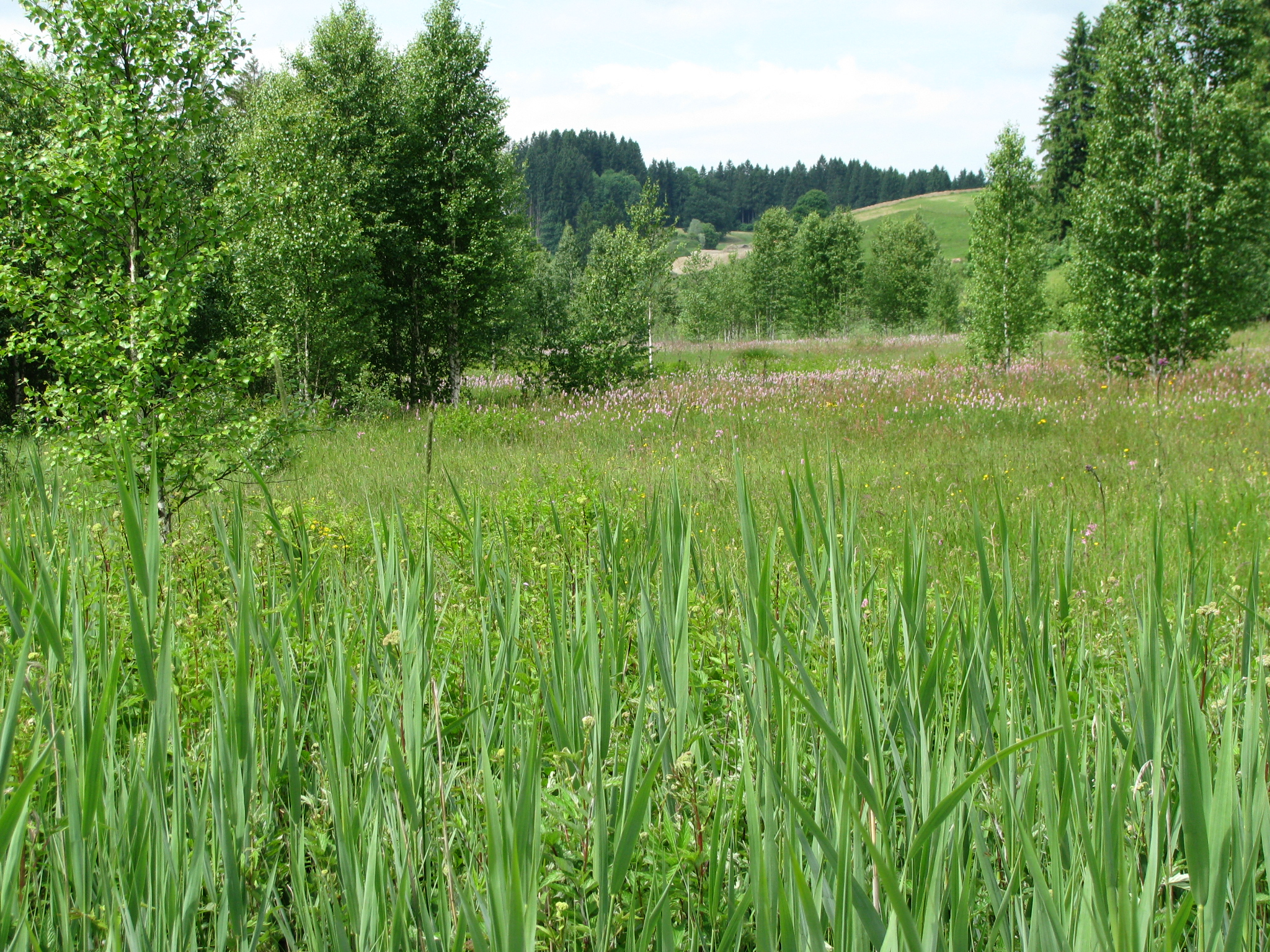
Oberes Rottachtal
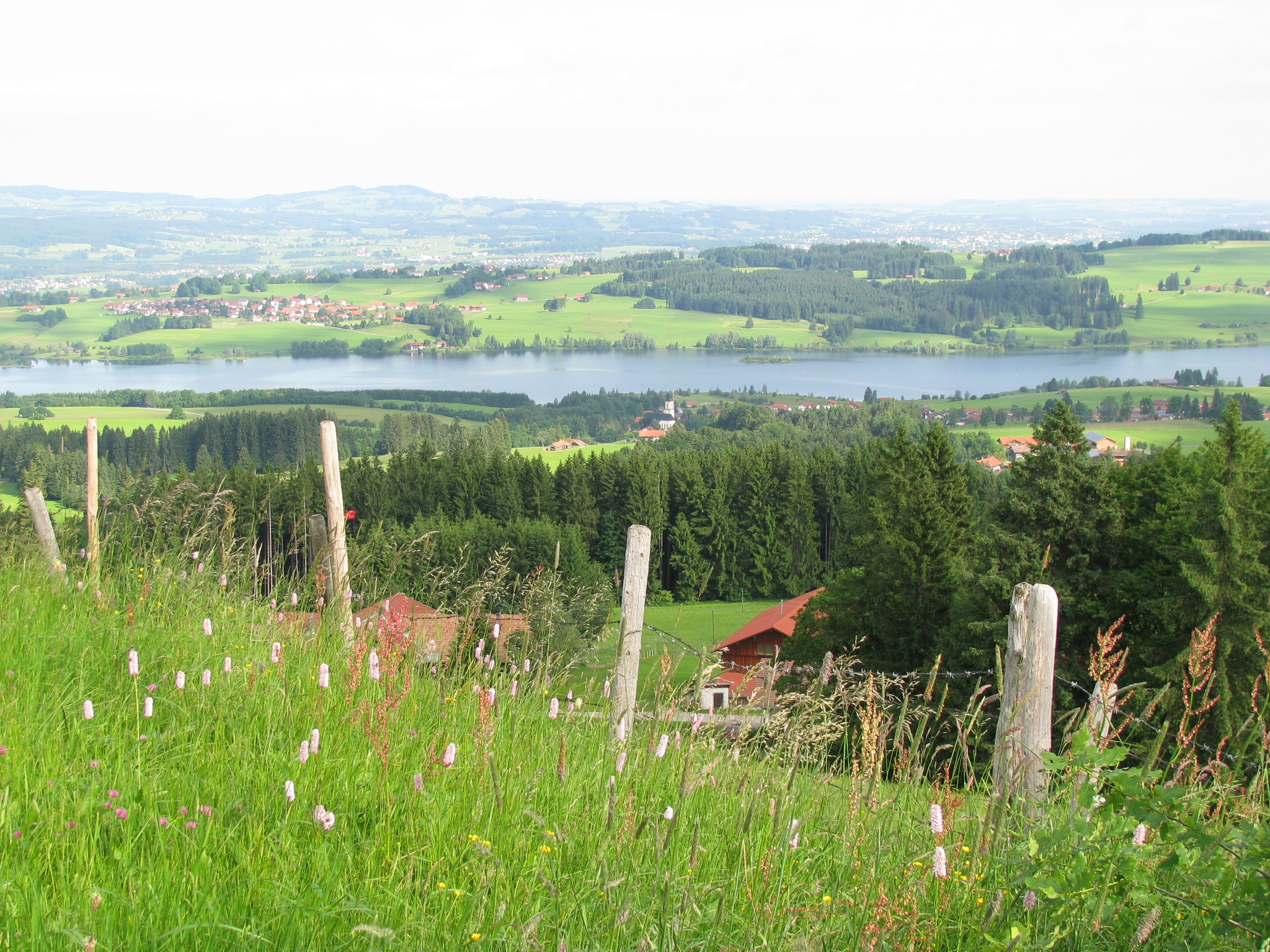
Rottachsee
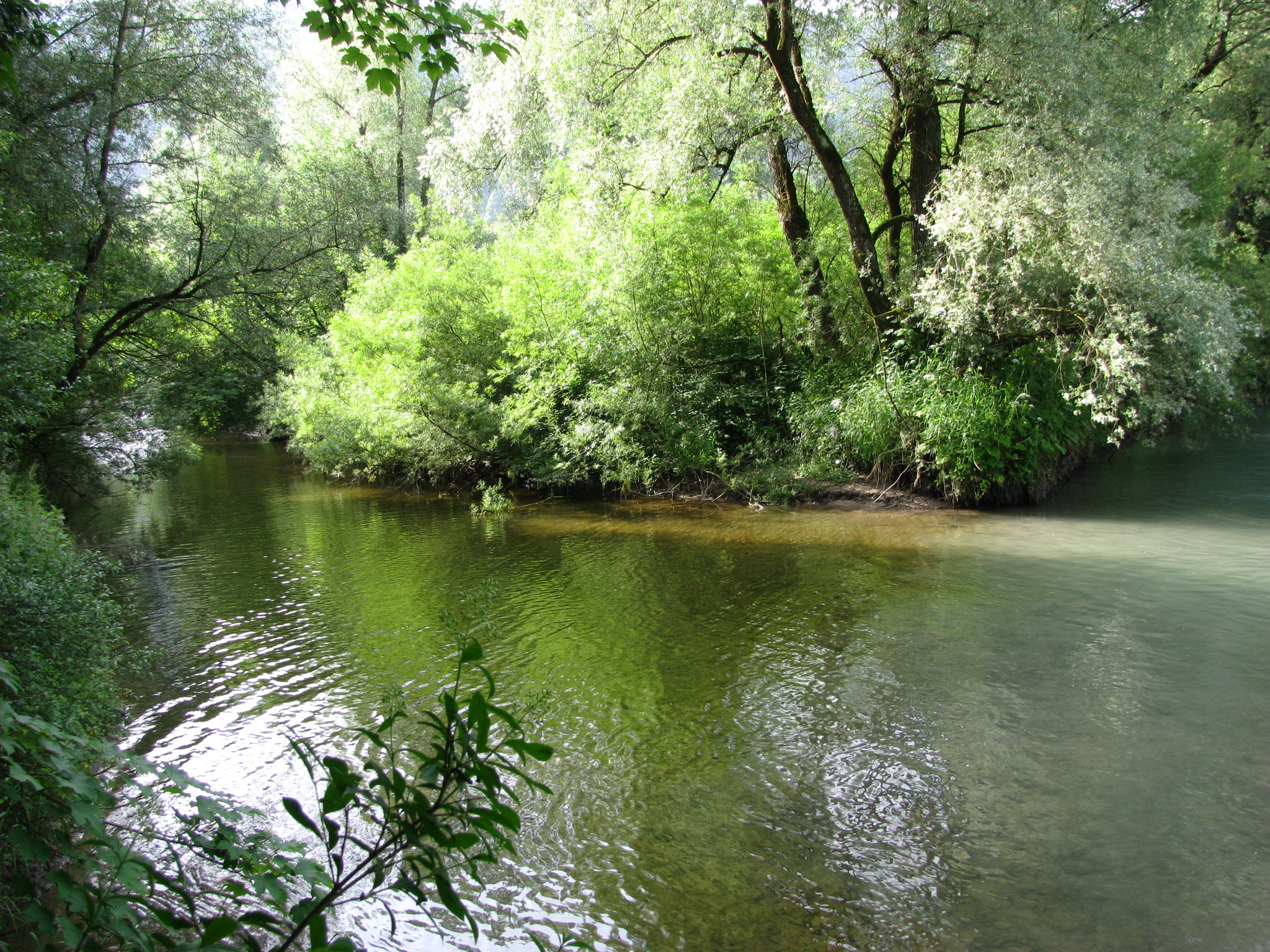
Mündung der Rottach in die Iller (rechts das andersfarbige Wasser der Iller)